# Nannay
Nannay est une commune française située dans le département de la Nièvre, en région Bourgogne-Franche-Comté.

## Géographie
Nannay est située dans la vallée de la Sillondre en Bourgogne-Franche-Comté sur les côtes du Nivernais. La superficie de la commune est de 1 144 hectares ; son altitude varie entre 185 et 353 mètres.
Le village est implanté au nord-ouest de la Nièvre, à 45 km de Nevers (par la route), dans le canton de La Charité-sur-Loire. Il est situé à 17 km au nord-est de La Charité-sur-Loire et à 40 km au sud-est de Cosne-Cours-sur-Loire, son chef-lieu d'arrondissement. La voie de communication principale qui permet d'y accéder est la route nationale 151 à égale distance de La Charité-sur-Loire et de Varzy.
Avec Chasnay et Châteauneuf-Val-de-Bargis, Nannay est l'une des trois communes qui constituent le val de Bargis.
Le sous-sol est essentiellement composé de roches calcaires, marnes et gypses.

### Lieux-dits et écarts
Outre le bourg, Nannay regroupe quelques hameaux et habitations isolés : le grand Guichy, Guichy-le-Fourneau, Malvoisine (métairie disparue), Pernay, Sous-le-Comte, la Tournerie.

### Voies de communication et transports
La commune est traversée par la RN 151.

### Climat
Pour des articles plus généraux, voir Climat de la Bourgogne-Franche-Comté et Climat de la Nièvre.
En 2010, le climat de la commune est de type climat océanique dégradé des plaines du Centre et du Nord, selon une étude du Centre national de la recherche scientifique s'appuyant sur une série de données couvrant la période 1971-2000. En 2020, Météo-France publie une typologie des climats de la France métropolitaine dans laquelle la commune est exposée à un climat océanique altéré et est dans la région climatique  Centre et contreforts nord du Massif Central, caractérisée par un air sec en été et un bon ensoleillement. 
Pour la période 1971-2000, la température annuelle moyenne est de 10,8 °C, avec une amplitude thermique annuelle de 16 °C. Le cumul annuel moyen de précipitations est de 879 mm, avec 12,1 jours de précipitations en janvier et 8 jours en juillet. Pour la période 1991-2020, la température moyenne annuelle observée sur la station météorologique de Météo-France la plus proche, « Premery », sur la commune de Prémery à 14 km à vol d'oiseau, est de 11,1 °C et le cumul annuel moyen de précipitations est de 911,1 mm. 
La température maximale relevée sur cette station est de 40,5 °C, atteinte le 11 août 2003 ; la température minimale est de −15,1 °C, atteinte le 26 janvier 2007,,. 
Les paramètres climatiques de la commune ont été estimés pour le milieu du siècle (2041-2070) selon différents scénarios d'émission de gaz à effet de serre à partir des nouvelles projections climatiques de référence DRIAS-2020. Ils sont consultables sur un site dédié publié par Météo-France en novembre 2022.

## Urbanisme

### Typologie
Au 1er janvier 2024, Nannay est catégorisée commune rurale à habitat très dispersé, selon la nouvelle grille communale de densité à sept niveaux définie par l'Insee en 2022.
Elle est située hors unité urbaine et hors attraction des villes,.

### Occupation des sols
L'occupation des sols de la commune, telle qu'elle ressort de la base de données européenne d’occupation biophysique des sols Corine Land Cover (CLC), est marquée par l'importance des territoires agricoles (50,9 % en 2018), une proportion identique à celle de 1990 (50,9 %). La répartition détaillée en 2018 est la suivante : forêts (49,1 %), terres arables (37,5 %), prairies (13,3 %). L'évolution de l’occupation des sols de la commune et de ses infrastructures peut être observée sur les différentes représentations cartographiques du territoire : la carte de Cassini (XVIIIe siècle), la carte d'état-major (1820-1866) et les cartes ou photos aériennes de l'IGN pour la période actuelle (1950 à aujourd'hui).

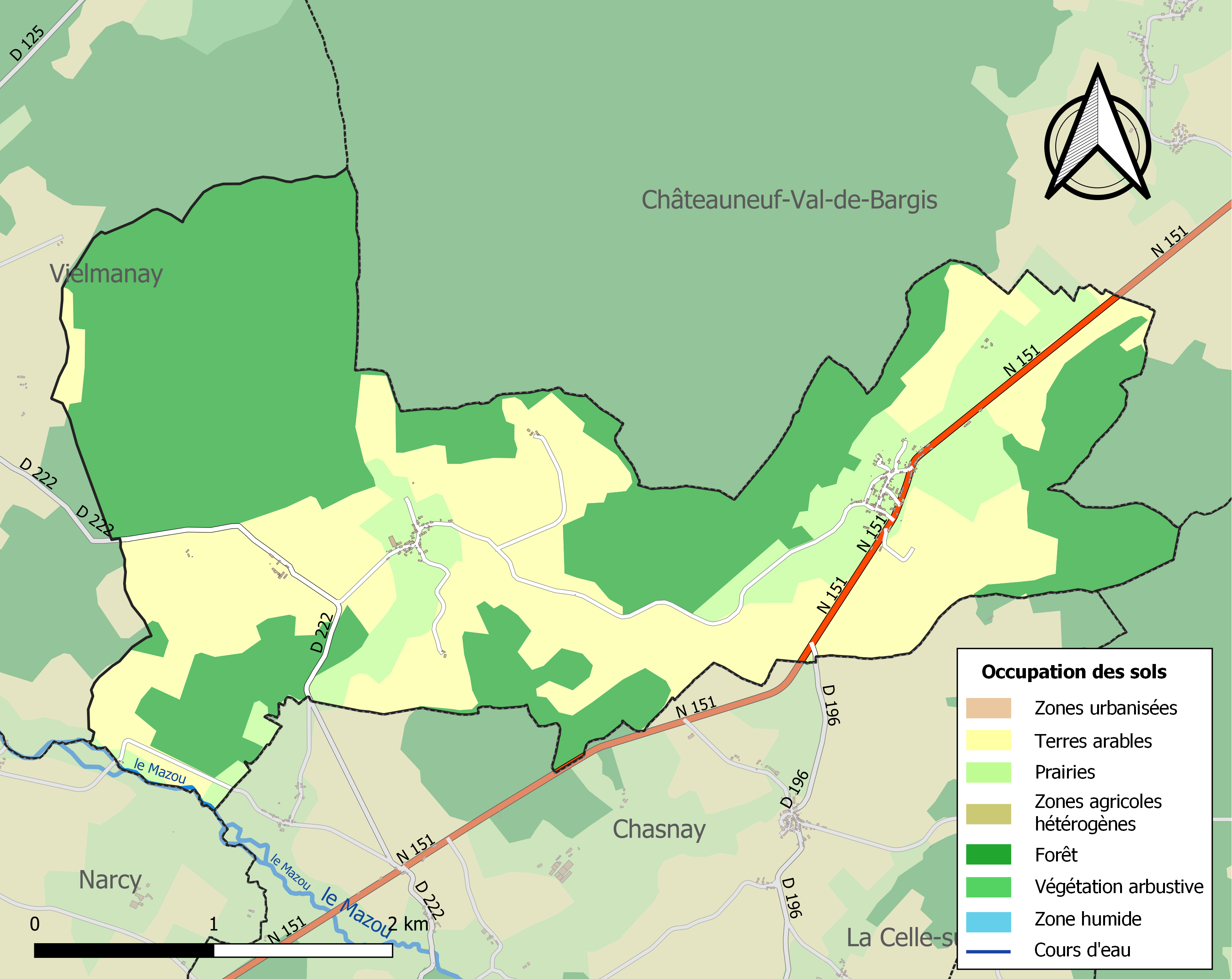
Carte des infrastructures et de l'occupation des sols de la commune en 2018 (CLC).

### Logement
En 2009, le nombre total de logements dans la commune était de 108, alors qu'il était de 101 en 1999.
Parmi ces logements, 50,6 % étaient des résidences principales, 37,8 % des résidences secondaires et 11,3 % des logements vacants. Ces logements étaient pour 100 % d'entre eux des maisons individuelles.
La proportion des résidences principales, propriétés de leurs occupants était de 86 %, en hausse sensible par rapport à 1999 (84,3 %). La part de logements HLM loués vides est nulle.

## Histoire
- La première mention de Nannay remonte au VIe siècle où le village apparaît dans les archives sous le nom de Nantiniacus[14].
- Hugues et Adeline Boichece sont les plus anciens habitants de Nannay identifiés (1335)[15].
- Au Moyen Âge, Nannay fait partie de la châtellenie de Châteauneuf-val-de-Bargis. En février 1552, cette châtellenie est rattachée au Nivernais par un édit royal.
- Les années défilent et Nannay n’est sans doute pas épargné par les rigueurs de l’Histoire. Ainsi Nannay est-il occupé par les protestants de La Charité, en 1558, pendant les guerres de Religion[16].
- En 1906[17], le nombre d'habitants de Nannay, qui compte 104 maisons, s'élève à 362 individus. La commune compte deux instituteurs, deux cantonniers, un garde champêtre. Il n’y a que deux commerçants : une épicière et un marchand de chiffons. Les artisans sont plus nombreux : quatre couturières, trois tailleurs de pierre, trois maréchaux-ferrants, trois meuniers, deux bûcherons, un maçon, un couvreur, un charron, un sabotier, un cordonnier... La profession la plus représentée est celle de vigneron (57), suivie par les cultivateurs (31), les journaliers (5) et les domestiques (5). On recense également neuf rentiers. Le baron de Berthier emploie un garde particulier et un jardinier. Au total, on relève à Nannay vingt et une professions différentes. Il n’y a, selon ce recensement, ni médecin ni notaire ni curé ni cabaretier ni sage-femme dans la commune. Enfin, seize enfants « assistés » sont placés dans des familles du village.

### Seigneurs
Quelques seigneurs, en totalité ou en partie, de Nannay : Bureau de La Rivière (1377), Guillaume de Lamoignon (1385), Lancelot de Prunay (1494), François de Tespes (1651), Joachim de Tespes (1662), Anne de Tespes (1663 à 1691), Pierre Diamy (1789)...
Pour le hameau de Guichy, on relève les noms de Louis d'Armes (1580), Antoine-Louis de Torcy (1750)...

### Armorial

Famille d'Armes, seigneurs de Guichy.
Famille de Lamoignon (XIVe siècle).
Famille de La Rivière (XIVe siècle)[18].
Famille Tridon, seigneurs de Nannay, Pernay, Malvoisine.

### Dates et événements mémorables
- VIe siècle : première mention de Nannay dans le cartulaire de l'Yonne[14].
- 1132 : mention d'une léproserie.
- 1685 (26 août) : visite pastorale de l'évêque d'Auxerre, selon lequel Nannay compte alors 250 âmes[19].
- 1728 : mention d'un hôpital du bourg[20].
- 2001 : création du festival Les Conviviales de Nannay, Art, Cinéma, Ruralité.

## Politique et administration

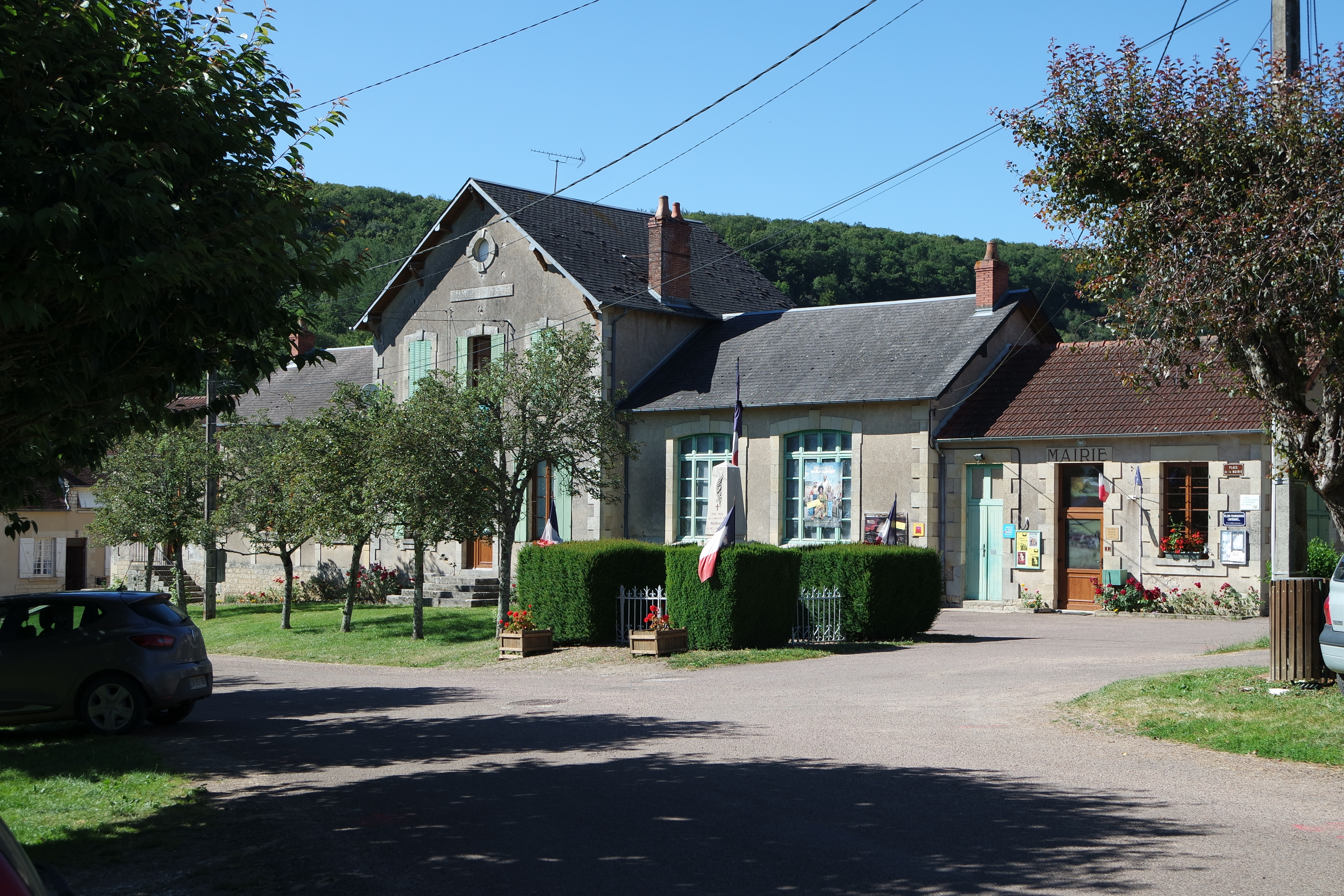
La mairie de Nannay.

Nannay appartient à la communauté de communes Les Bertranges.
| Période                                  | Période  | Identité                 | Étiquette | Qualité  |
| ---------------------------------------- | -------- | ------------------------ | --------- | -------- |
| Les données manquantes sont à compléter. |          |                          |           |          |
| 1859                                     | 1890     | Charles de Berthier-Bizy |           |          |
| 1891                                     |          | André Chalon             |           |          |
| avant 1981                               | ?        | Julien Seutin            | DVG       |          |
| mars 2001                                | En cours | Daniel Seutin            |           | Retraité |

### Instances judiciaires et administratives
Nannay relève du tribunal d'instance de Nevers, du tribunal de grande instance de Nevers, de la cour d'appel de Bourges, du tribunal pour enfants de Nevers, du conseil de prud'hommes de Nevers, du tribunal de commerce de Nevers, du tribunal administratif de Dijon et de la cour administrative d'appel de Lyon.
La commune se trouve dans la circonscription de gendarmerie de la brigade de proximité de la Charité-sur-Loire.

## Population et société

### Démographie
L'évolution du nombre d'habitants est connue à travers les recensements de la population effectués dans la commune depuis 1793. Pour les communes de moins de 10 000 habitants, une enquête de recensement portant sur toute la population est réalisée tous les cinq ans, les populations de référence des années intermédiaires étant quant à elles estimées par interpolation ou extrapolation. Pour la commune, le premier recensement exhaustif entrant dans le cadre du nouveau dispositif a été réalisé en 2005.

En 2022, la commune comptait 111 habitants, en évolution de −5,93 % par rapport à 2016 (Nièvre : −3,28 %, France hors Mayotte : +2,11 %).
| 1793 | 1800 | 1806 | 1821 | 1831 | 1836 | 1841 | 1846 | 1851 |
| ---- | ---- | ---- | ---- | ---- | ---- | ---- | ---- | ---- |
| 310  | 356  | 324  | 304  | 371  | 387  | 379  | 394  | 388  |

| 1856 | 1861 | 1866 | 1872 | 1876 | 1881 | 1886 | 1891 | 1896 |
| ---- | ---- | ---- | ---- | ---- | ---- | ---- | ---- | ---- |
| 400  | 388  | 413  | 426  | 435  | 436  | 477  | 460  | 406  |

| 1901 | 1906 | 1911 | 1921 | 1926 | 1931 | 1936 | 1946 | 1954 |
| ---- | ---- | ---- | ---- | ---- | ---- | ---- | ---- | ---- |
| 362  | 360  | 327  | 324  | 245  | 252  | 229  | 200  | 170  |

| 1962 | 1968 | 1975 | 1982 | 1990 | 1999 | 2005 | 2006 | 2010 |
| ---- | ---- | ---- | ---- | ---- | ---- | ---- | ---- | ---- |
| 178  | 147  | 137  | 135  | 108  | 100  | 121  | 125  | 100  |

| 2015 | 2020 | 2022 | - | - | - | - | - | - |
| ---- | ---- | ---- | - | - | - | - | - | - |
| 118  | 113  | 111  | - | - | - | - | - | - |

### Enseignement
La commune est rattachée à l'académie de Dijon. Cette académie fait partie de la zone A pour son calendrier de vacances scolaires.
L'enseignement public du premier degré est assuré dans la commune de Châteauneuf-Val-de-Bargis. L'enseignement secondaire est assuré par le collège Amenier-Michot à La Charité-sur-Loire puis par les lycées polyvalents Pierre-Gilles-de-Gennes et Simone-Dounon à Cosne-Cours-sur-Loire et le lycée agricole de Nevers-Cosne.

### Manifestations culturelles et festivités
Un cinéma est en fonction depuis une cinquantaine d'années.
En 2000, la commune participe à 32+32=2000 du TéATr'éPROUVèTe (Corbigny) et, l'année suivante, sous la tutelle du comité des fêtes, sont créées les Conviviales Art, Cinéma et Ruralité de Nannay, un festival de grande ampleur pour un si petit village.
L'association Pâquerette Sound a été fondée en 2018. Celle-ci organise des événements culturels et festifs sur fond de musique électronique principalement, dans la Nièvre et alentour.
Deux fois par an sont organisées les Opens Forge à la Forge des Affranchis. Ce sont de petits événements ou s'échangent divers savoir-faire entre artistes et artisans ou simples spectateurs. Des jeux sont organisés pour les familles et plusieurs dj's interviennent pour y passer de la musique électronique non commerciale.

### Santé
Les centres d'incendie et secours les plus proches de Nannay se trouvent à Champlemy (16 km) et à La Charité-sur-Loire (17 km).

### Cultes
Nannay fait partie de la paroisse catholique de Châteauneuf-Val-de-Bargis (groupement de paroisses du Val de Loire) dans le diocèse de Nevers.

## Économie

### Revenus de la population et fiscalité
En 2011, le revenu fiscal médian par ménage était de 22 669 €, ce qui plaçait Nannay au 28 316e rang parmi les 31 886 communes de plus de 49 ménages en métropole.
En 2009, 68,8 % des foyers fiscaux n'étaient pas imposables.

### Emploi
En 2009, la population âgée de 15 à 64 ans s'élevait à 53 personnes, parmi lesquelles on comptait 65,3 % d'actifs dont 59,2 % ayant un emploi et 6,1 % de chômeurs.
On comptait 17 emplois dans la zone d'emploi, contre 18 en 1999. Le nombre d'actifs ayant un emploi résidant dans la zone d'emploi étant de 33, l'indicateur de concentration d'emploi est de 53,1 %, ce qui signifie que la zone d'emploi offre un peu plus d'un emploi pour deux habitants actifs.

### Entreprises et commerces
Au 31 décembre 2010, Nannay comptait 16 établissements : 10 dans l’agriculture-sylviculture-pêche, 1 dans l'industrie, 0 dans la construction, 4 dans le commerce-transports-services divers et 1 est relatif au secteur administratif.
En 2011, 1 entreprise a été créée à Nannay.
En 2016, la Forge des Affranchis ouvre ses portes, atelier de sculpture métalliques par Julien Rommel alias Antirep.

## Culture locale et patrimoine

### Lieux et monuments

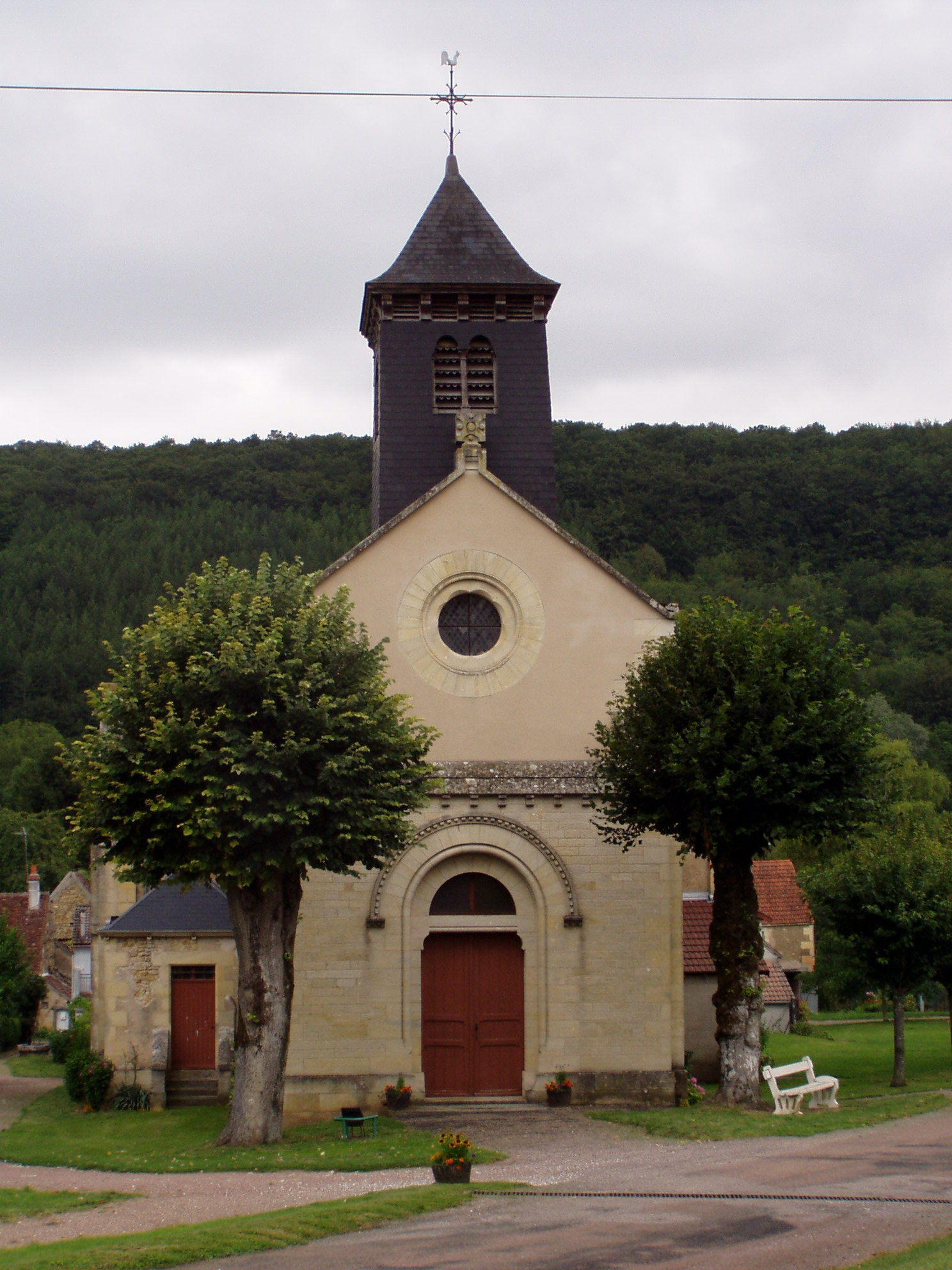
L'église Saint-Aignan de Nannay.

- Le moulin de Janlard du XVIe siècle, devenu forge au XVIIIe siècle, de nouveau moulin au XIXe siècle. Propriété privée, le moulin se visite lors des journées du patrimoine.
- Les anciens lavoirs[27].
- L'église Saint-Aignan XIXe siècle a conservé un mur percé de fenêtres gothiques du XVe siècle de l'ancienne église.
- À côté de Nannay[Où ?] se trouvent les ruines d'un château en pierre à l'abandon.

### Équipements culturels
- Bibliothèque.
- Cinéma.
- La Forge des Affranchis, lieu culturel et atelier de sculpture de Julien Rommel.
- Bar associatif Le baratou's, ouvert le jeudi après midi.

### Réalisations artistiques
- Depuis 2001, festival dernière semaine d'août : artistes en résidence, documentaires et fictions, spectacles et concerts, court-métrage avec les habitants.
  - Le grand Totem ou Borne des va-nu-pieds de Saint-Jacques-de-Compostelle (32+32=2000).
  - Sculpture en bloc de pierre (moutons) (Conviviales Art, Cinéma et Ruralité de Nannay).
  - Les lettres « Holley Wood » dans la forêt pour les « Conviviales » (Conviviales Art, Cinéma et Ruralité de Nannay).
  - Sphère derrière l'église (Conviviales Art, Cinéma et Ruralité de Nannay).
  - Loup-foque (Conviviales Art, Cinéma et Ruralité de Nannay).
  - Tree'cycle (Conviviales Art, Cinéma et Ruralité de Nannay).
  - Déhiscence (Conviviales Art, Cinéma et Ruralité de Nannay).
  - "La Buse Libre" (Conviviales Art, Cinéma et Ruralité de Nannay).

### Personnalités liées à la commune

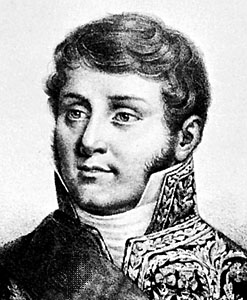
Portrait de Hyde de Neuville.

- Hugues et Adeline Boichece, premiers habitants identifiés de Nannay (1340)[28].
- Guillaume Daules, curé de Nannay et archidiacre d'Auxerre (1340).
- Jean-Guillaume Hyde de Neuville, homme politique, ministre de la Marine (1828).